# Való Világ
Való Világ (ungarisch für: ‚Reale Welt‘, Abkürzung VV) ist eine Reality-Show aus Ungarn, die vom Sender RTL Klub ausgestrahlt wird. Való Világ wurde zu einer der beliebtesten ungarischen Reality-TV-Programme. Die Show wurde im selben Zeitfenster wie die ungarische Version von Big Brother ausgestrahlt. Die erste Staffel 2002 verzeichnete durchschnittlich 1,5 Millionen Zuschauer. Die zweite Staffel erreichte täglich 1,75 Millionen Zuschauer, Big Brother hingegen nur 800.000 Zuschauer. RTL Klub startete in die dritte Saison, die täglich von 2,06 Millionen Zuschauern gesehen wurde. Die ersten drei Staffeln wurden zwischen 2002 und 2004 ausgestrahlt, nach Jahren der Pause wurde ab November 2010 die vierte Staffel gezeigt.
In der sechsten Staffel wurde es auf den neu lancierten Sender RTL II übertragen. Für die 7. Saison im Herbst 2014 blieb RTL II der Gastgeber.

## Seriendetails
| Folgen       | Beginn             | Finale            | Tage | Mitbewohner | Gewinner                              | Moderatoren                       | Sender   |
| ------------ | ------------------ | ----------------- | ---- | ----------- | ------------------------------------- | --------------------------------- | -------- |
| Való Világ 1 | 11. September 2002 | 22. Dezember 2002 | 102  | 10          | Szabolcs (Szabolcs Mészáros)          | András Stohl Noémi Czifra         | RTL Klub |
| Való Világ 2 | 1. Januar 2003     | 31. Mai 2003      | 152  | 13          | Laci (László Vitkó)                   | András Stohl Noémi Czifra         | RTL Klub |
| Való Világ 3 | 28. Dezember 2003  | 4. Juni 2004      | 160  | 14          | Milo (Milovan Gyukin)                 | András Stohl Lilu                 | RTL Klub |
| Való Világ 4 | 20. November 2010  | 8. Mai 2011       | 165  | 16          | Alekosz (Alekosz Nagy)                | András Stohl Balázs Sebetyén Lilu | RTL Klub |
| Való Világ 5 | 17. September 2011 | 26. Februar 2012  | 163  | 16          | Attila (Attila Knapp)                 | Balázs Sebetyén Lilu              | RTL Klub |
| Való Világ 6 | 12. Januar 2014    | 11. Mai 2014      | 120  | 15          | Aurelio (Aurelio Onorato Caversaccio) | Bence Istenes Lilu                | RTL II   |
| Való Világ 7 | 16. November 2014  | 1. März 2015      | 105  | 13          | Robin (Dávid Mittly)                  | Bence Istenes Lilu                | RTL II   |
| Való Világ 8 | 27. August 2016    | 11. Dezember 2016 | 107  | 15          | Soma (Soma Farkas)                    | Bence Istenes Anikó Nádai         | RTL II   |
| Való Világ 9 | 4. November 2018   | 16. Februar 2019  | 106  | 14          | Susu (Zsuzsanna Varga)                | Puskás Peti Anikó Nádai           | RTL II   |

## Casting und Auswahl durch die Zuschauer
Die Bewerber, die beim Casting erfolgreich waren, konnten an einer Beszavazóshow (Vote-Show) teilnehmen. Während einer Beszavazóshow musste das Zuschauerpublikum aus den drei Bewerbern auswählen, wer an der Show teilnehmen sollte. Die Person mit den meisten Stimmen wurde offiziell Mitbewohner.
In der sechsten Staffel wurde der Modus zum Aussuchen der Mitbewohner von einer Beszavazóshow in eine Beköltözés geändert. In den Beköltözés betritt die von den Show-Verantwortlichen ausgewählte Person (in den ersten Beköltözés 6 Personen) die Villa.

## Eliminierugsprozess
Kiválasztás (Auswahl): Die Mitbewohner selber müssen live in der Show einen Mitbewohner aussuchen, der das Haus verlassen muss. Der Mitbewohner mit den meisten Stimmen muss gehen.

## Herausforderung
Die Mitbewohner, die früher zum Verlassen ausgewählt wurden, müssen einen Mitbewohner auswählen, der ebenfalls ausscheiden muss. In der zweiten und dritten Staffel musste die ausgewählte Mitbewohner zwei Mitbewohner auswählen. Die Zuschauer mussten sich dann zwischen den beiden entscheiden, welche das Haus räumen musste.

## Duell
Der Moderator zeigt den beiden Mitbewohnern im Studio kurze Videos aus dem Leben im Haus. Während der Diskussion, die der Moderator mit dem 2. Mitbewohner führt, kann die Öffentlichkeit über Telefonanrufe und SMS für ihn abstimmen. Am Ende des Duells werden die Ergebnisse der öffentlichen Abstimmung bekannt gegeben. Der Mitbewohner, der mehr Stimmen erhält, kann ins Haus zurückkehren und das Spiel fortsetzen. Der Mitbewohner mit den wenigsten Stimmen muss das Studio und das Spiel verlassen.

## Arena
In Saison 5 wurde dem Duell-Gewinner keine sofortiger Siegerstatus verliehen. Die Mitbewohner kämpften in der Arena, die neben dem Haus errichtet wurde, um den Sieg und stellten sich verschiedenen Herausforderungen.
- Beginn: 11. September 2002
- Ende: 22. Dezember 2002
- Dauer: 102 Tage
- Finalisten:
  - Ági
  - Lorenzo
  - Györgyi
  - Oki
  - Leslie
  - Hajni
  - Szabolcs
  - Niki
  - Majka
  - Nóri

|                 | Runde 1                          | Runde 2                              | Runde 3                              | Runde 4                              | Runde 5                              | Runde 6                              | Runde 7                              | Finale                                           |
| --------------- | -------------------------------- | ------------------------------------ | ------------------------------------ | ------------------------------------ | ------------------------------------ | ------------------------------------ | ------------------------------------ | ------------------------------------------------ |
| Szabolcs        | Niki                             | Lorenzo                              | Duelist                              | Safe                                 | Safe                                 | Duelist                              | Duelist                              | Gewinner (verbrachte 87 Tage im Haus)            |
| Majka           | Hajni                            | Györgyi                              | Safe                                 | Duelist                              | Safe                                 | Safe                                 | Safe                                 | Zweiter Platz (verbrachte 79 Tage im Haus)       |
| Oki             | Szabolcs                         | Györgyi                              | Safe                                 | Safe                                 | Safe                                 | Safe                                 | Safe                                 | Dritter Platz (verbrachte 100 Tage im Haus)      |
| Györgyi         | Niki                             | Ági                                  | Safe                                 | Safe                                 | Duelist                              | Safe                                 | Duelist                              | Geräumt (verbrachte 99 Tage im Haus)             |
| Nóri            | Szabolcs                         | Hajni                                | Safe                                 | Safe                                 | Safe                                 | Duelist                              | Geräumt (verbrachte 70 Tage im Haus) | Geräumt (verbrachte 70 Tage im Haus)             |
| Ági             | Szabolcs                         | Györgyi                              | Safe                                 | Safe                                 | Duelist                              | Geräumt (verbrachte 85 Tage im Haus) | Geräumt (verbrachte 85 Tage im Haus) | Geräumt (verbrachte 85 Tage im Haus)             |
| Lorenzo         | Szabolcs                         | Oki                                  | Safe                                 | Duelist                              | Geräumt (verbrachte 78 Tage im Haus) | Geräumt (verbrachte 78 Tage im Haus) | Geräumt (verbrachte 78 Tage im Haus) | Geräumt (verbrachte 78 Tage im Haus)             |
| Leslie          | Hajni                            | Hajni                                | Duelist                              | Geräumt (verbrachte 59 Tage im Haus) | Geräumt (verbrachte 59 Tage im Haus) | Geräumt (verbrachte 59 Tage im Haus) | Geräumt (verbrachte 59 Tage im Haus) | Geräumt (verbrachte 59 Tage im Haus)             |
| Hajni           | Leslie                           | Györgyi                              | Geräumt (verbrachte 43 Tage im Haus) | Geräumt (verbrachte 43 Tage im Haus) | Geräumt (verbrachte 43 Tage im Haus) | Geräumt (verbrachte 43 Tage im Haus) | Geräumt (verbrachte 43 Tage im Haus) | Geräumt (verbrachte 43 Tage im Haus)             |
| Niki            | Szabolcs                         | Geräumt (verbrachte 22 Tage im Haus) | Geräumt (verbrachte 22 Tage im Haus) | Geräumt (verbrachte 22 Tage im Haus) | Geräumt (verbrachte 22 Tage im Haus) | Geräumt (verbrachte 22 Tage im Haus) | Geräumt (verbrachte 22 Tage im Haus) | Geräumt (verbrachte 22 Tage im Haus)             |
|                 |                                  |                                      |                                      |                                      |                                      |                                      |                                      |                                                  |
| Ausgewählt      | Szabolcs                         | Györgyi                              | Szabolcs                             | Majka                                | Györgyi                              | Szabolcs                             | Györgyi                              | -                                                |
| Herausgefordert | Niki                             | Hajni                                | Leslie                               | Lorenzo                              | Ági                                  | Nóri                                 | Szabolcs                             | -                                                |
| Duel            | Szabolcs (149,385) Niki (61,864) | Györgyi (267,636) Hajni (263,385)    | Szabolcs (293,262) Leslie (54,156)   | Majka (625,000) Lorenzo (163,472)    | Györgyi (263,828) Ági (196,654)      | Szabolcs (423,195) Nóri (320,762)    | Györgyi (229,292) Szabolcs (507,103) | Oki (221,065) Majka (566,877) Szabolcs (757,907) |
| Geräumt         | Niki                             | Hajni                                | Leslie                               | Lorenzo                              | Ági                                  | Nóri                                 | Györgyi                              | Oki Majka                                        |

## Saison 2
- Beginn: 1. Januar 2003
- Ende: 31. Mai 2003
- Dauer: 152 Tage

| Kategorie       | 1. Kandidat | 1. Kandidat       | 2. Kandidat | 2. Kandidat       | 3. Kandidat | 3. Kandidat       |
| --------------- | ----------- | ----------------- | ----------- | ----------------- | ----------- | ----------------- |
| 1. Vote-Show    | Atos        | (12 857) (31,72%) | Gabor       | (14 592) (35,99%) | Levi        | (13 091) (32,29%) |
| 2. Vote-Show    | Zoltan      | (34 427) (41,52%) | Sziszi      | (36 698) (44,26%) | Vica        | (11 785) (14,22%) |
| 3. Vote-Show    | Csöpke      | (36 105) (44,65%) | Zera        | (12 601) (15,58%) | Pepe        | (32 154) (39,77%) |
| 4. Vote-Show    | Bandit      | (36 162) (29,54%) | Kismocsok   | (44 290) (36,18%) | Arielle     | (41 977) (34,28%) |
| 5. Vote-Show    | Dora        | (18 091) (26,63%) | Norbi       | (13 155) (19,37%) | Peter       | (36 682) (54,00%) |
| 6. Vote-Show    | Béka        | (12 573) (37,53%) | Judit       | (9 509) (28,39%)  | Dennis      | (11 415) (34,08%) |
| 7. Vote-Show    | Peru        | (18 610) (32,08%) | Laci        | (25 959) (44,75%) | Sabrina     | (13 435) (23,16%) |
| 8. Vote-Show    | Aniko       | (26 941) (33,57%) | Plastilin   | (24 766) (30,86%) | Elvis       | (28 540) (35,57%) |
| 9. Vote-Show    | George      | (11 482) (29,98%) | Monika      | (15 769) (41,17%) | Helga       | (11 049) (28,85%) |
| 10. Vote-Show   | Rita        | (26 011) (54,39%) | Messi       | (14 058) (29,39%) | Timea       | (7 757) (16,22%)  |
| 11. Vote-Show   | Gyula       | (11 637) (18,57%) | Andrea      | (24 216) (38,64%) | Zsolti      | (26 804) (42,77%) |
| 12. Vote-Show   | Alice       | (19 065) (28,40%) | Sebi        | (11 230) (16,73%) | Solya       | (36 823) (54,86%) |
| Extra Vote-Show | Dennis      | (45 011) (43,17%) | Levi        | (12 358) (11,85%) | Aniko       | (46 885) (44,97%) |

- Wettbewerber:
  - Gabor
  - Sziszi
  - Csöpke
  - Kismocsok
  - Peter
  - Béka
  - Laci
  - Elvis
  - Monika
  - Rita
  - Zsolti
  - Solya
  - Aniko

|                 | Runde 1                                            | Runde 2                                             | Runde 3                                             | Runde 4                                                | Runde 5                                          | Runde 6                                             | Runde 7                                              | Runde 8                                           | Runde 9                                              | Runde 10                                            | Finale                                                                   |
| --------------- | -------------------------------------------------- | --------------------------------------------------- | --------------------------------------------------- | ------------------------------------------------------ | ------------------------------------------------ | --------------------------------------------------- | ---------------------------------------------------- | ------------------------------------------------- | ---------------------------------------------------- | --------------------------------------------------- | ------------------------------------------------------------------------ |
| Laci            | Elvis                                              | Monika                                              | Gabor                                               | Kismocsok                                              | Rita                                             | Solya                                               | Béka                                                 | Gabor                                             | Aniko                                                | Gabor                                               | Gewinner (verbrachte 142 Tage im Haus)                                   |
| Aniko           | Monika                                             | Sziszi                                              | Elvis                                               | Sziszi                                                 | Peter                                            | Sziszi                                              | Sziszi                                               | Béka                                              | Peter                                                | Peter                                               | Zweiter Platz (verbrachte 134 Tage im Haus)                              |
| Peter           | Laci                                               | Rita                                                | Aniko                                               | Gabor                                                  | Solya                                            | Zsolti                                              | Solya                                                | Aniko                                             | Aniko                                                | Gabor                                               | Dritter Platz (verbrachte 148 Tage im Haus)                              |
| Gabor           | Kismocsok                                          | Sziszi                                              | Kismocsok                                           | Kismocsok                                              | Sziszi                                           | Sziszi                                              | Sziszi                                               | Béka                                              | Sziszi                                               | Laci                                                | Geräumt (verbrachte 145 Tage im Haus)                                    |
| Sziszi          | Gabor                                              | Monika                                              | Aniko                                               | Gabor                                                  | Aniko                                            | Aniko                                               | Solya                                                | Aniko                                             | Aniko                                                | Geräumt (verbrachte 142 Tage im Haus)               | Geräumt (verbrachte 142 Tage im Haus)                                    |
| Béka            | Monika                                             | Elvis                                               | Aniko                                               | Solya                                                  | Rita                                             | Zsolti                                              | Laci                                                 | Gabor                                             | Geräumt (verbrachte 133 Tage im Haus)                | Geräumt (verbrachte 133 Tage im Haus)               | Geräumt (verbrachte 133 Tage im Haus)                                    |
| Solya           | Monika                                             | Sziszi                                              | Zsolti                                              | Béka                                                   | Laci                                             | Peter                                               | Laci                                                 | Geräumt (verbrachte 107 Tage im Haus)             | Geräumt (verbrachte 107 Tage im Haus)                | Geräumt (verbrachte 107 Tage im Haus)               | Geräumt (verbrachte 107 Tage im Haus)                                    |
| Zsolti          | Sziszi                                             | Elvis                                               | Gabor                                               | Solya                                                  | Laci                                             | Peter                                               | Geräumt (verbrachte 94 Tage im Haus)                 | Geräumt (verbrachte 94 Tage im Haus)              | Geräumt (verbrachte 94 Tage im Haus)                 | Geräumt (verbrachte 94 Tage im Haus)                | Geräumt (verbrachte 94 Tage im Haus)                                     |
| Rita            | Laci                                               | Monika                                              | Peter                                               | Laci                                                   | Laci                                             | Geräumt (verbrachte 73 Tage im Haus)                | Geräumt (verbrachte 73 Tage im Haus)                 | Geräumt (verbrachte 73 Tage im Haus)              | Geräumt (verbrachte 73 Tage im Haus)                 | Geräumt (verbrachte 73 Tage im Haus)                | Geräumt (verbrachte 73 Tage im Haus)                                     |
| Kismocsok       | Gabor                                              | Gabor                                               | Gabor                                               | Gabor                                                  | Geräumt (verbrachte 72 Tage im Haus)             | Geräumt (verbrachte 72 Tage im Haus)                | Geräumt (verbrachte 72 Tage im Haus)                 | Geräumt (verbrachte 72 Tage im Haus)              | Geräumt (verbrachte 72 Tage im Haus)                 | Geräumt (verbrachte 72 Tage im Haus)                | Geräumt (verbrachte 72 Tage im Haus)                                     |
| Elvis           | Laci                                               | Aniko                                               | Peter                                               | Geräumt (verbrachte 53 Tage im Haus)                   | Geräumt (verbrachte 53 Tage im Haus)             | Geräumt (verbrachte 53 Tage im Haus)                | Geräumt (verbrachte 53 Tage im Haus)                 | Geräumt (verbrachte 53 Tage im Haus)              | Geräumt (verbrachte 53 Tage im Haus)                 | Geräumt (verbrachte 53 Tage im Haus)                | Geräumt (verbrachte 53 Tage im Haus)                                     |
| Monika          | Laci                                               | Sziszi                                              | Geräumt (verbrachte 34 Tage im Haus)                | Geräumt (verbrachte 34 Tage im Haus)                   | Geräumt (verbrachte 34 Tage im Haus)             | Geräumt (verbrachte 34 Tage im Haus)                | Geräumt (verbrachte 34 Tage im Haus)                 | Geräumt (verbrachte 34 Tage im Haus)              | Geräumt (verbrachte 34 Tage im Haus)                 | Geräumt (verbrachte 34 Tage im Haus)                | Geräumt (verbrachte 34 Tage im Haus)                                     |
| Csöpke          | Laci                                               | Geräumt (verbrachte 30 Tage im Haus)                | Geräumt (verbrachte 30 Tage im Haus)                | Geräumt (verbrachte 30 Tage im Haus)                   | Geräumt (verbrachte 30 Tage im Haus)             | Geräumt (verbrachte 30 Tage im Haus)                | Geräumt (verbrachte 30 Tage im Haus)                 | Geräumt (verbrachte 30 Tage im Haus)              | Geräumt (verbrachte 30 Tage im Haus)                 | Geräumt (verbrachte 30 Tage im Haus)                | Geräumt (verbrachte 30 Tage im Haus)                                     |
|                 |                                                    |                                                     |                                                     |                                                        |                                                  |                                                     |                                                      |                                                   |                                                      |                                                     |                                                                          |
| Ausgewählt      | Laci                                               | Sziszi                                              | Aniko                                               | Gabor                                                  | Laci                                             | Peter                                               | Sziszi                                               | Aniko                                             | Aniko                                                | Gabor                                               | -                                                                        |
| Herausgefordert | Csöpke Elvis                                       | Gabor Monika                                        | Béka Elvis                                          | Kismocsok Peter                                        | Rita Zsolti                                      | Solya Zsolti                                        | Solya Gabor                                          | Béka Laci                                         | Sziszi Peter                                         | Peter Laci                                          | -                                                                        |
| Duel            | Laci (144,126) (66,59 %) Csöpke (72,296) (33,41 %) | Sziszi (94,722) (62,02 %) Monika (58,013) (37,98 %) | Aniko (175,717) (53,27 %) Elvis (154,167) (46,73 %) | Gabor (357,846) (81,31 %) Kismocsok (82,267) (18,69 %) | Laci (269,805) (78,06 %) Rita (75,819) (21,94 %) | Peter (227,292) (69,50 %) Zsolti (99,736) (30,50 %) | Sziszi (182,165) (51,93 %) Solya (168,641) (48,07 %) | Aniko (199,448) (78,55 %) Béka (54,451) (21,45 %) | Aniko (273,938) (53,06 %) Sziszi (242,357) (46,94 %) | Gabor (344,481) (49,12 %) Peter (356,775) (50,88 %) | Peter (249,878) (15,18 %) Aniko (691,489) (42%) Laci (704,901) (42,82 %) |
| Geräumt         | Csöpke                                             | Monika                                              | Elvis                                               | Kismocsok                                              | Rita                                             | Zsolti                                              | Solya                                                | Béka                                              | Sziszi                                               | Gabor                                               | Peter Aniko                                                              |

## Saison 3
- Beginn: 28. Dezember 2003
- Ende: 4. Juni 2004
- Dauer: 160 Tage

| Kategorie       | 1. kandidat     | 1. kandidat       | 2. kandidat  | 2. kandidat       | 3. kandidat   | 3. kandidat       |
| --------------- | --------------- | ----------------- | ------------ | ----------------- | ------------- | ----------------- |
| 1. Vote-Show    | Ilan            | (14 020) (20,26%) | Pandora      | (32 908) (38,10%) | Sassa         | (31 515) (37,04%) |
| 2. Vote-Show    | Tommyboy        | (21 074) (44,22%) | Gabby        | (19 680) (42,80%) | Cleo          | (5 425) (6,80%)   |
| 3. Vote-Show    | Akos            | (11 297) (28,07%) | Susie        | (12 893) (29,40%) | Segal         | (23 774) (45,14%) |
| 4. Vote-Show    | Frenki & Szilvi | (24 467) (56,44%) | Tosa & Netty | (10 379) (23,94%) | Godzi & Naomi | (8 500) (19,60%)  |
| 5. Vote-Show    | Attila          | (11 056) (16,53%) | Ágica        | (44 679) (66,80%) | Alexander     | (11 149) (16,66%) |
| 6. Vote-Show    | Roland          | (13 474) (18,94%) | Tunde        | (16 490) (23,18%) | Leo           | (41 163) (57,87%) |
| 7. Vote-Show    | Marcsi          | (31 618) (53,16%) | Rapes        | (7 324) (12,31%)  | Niki          | (20 532) (34,52%) |
| 8. Vote-Show    | Csaba           | (45 761) (51,72%) | Dora         | (32 707) (36,96%) | Vadri         | (10 010) (11,31%) |
| 9. Vote-Show    | Katka           | (23 624) (60,24%) | Klara        | (8 086) (20,62%)  | Gabes         | (7 500) (19,12%)  |
| 10. Vote-Show   | Milo            | (30 612) (60,77%) | Flora        | (11 715) (23,25%) | Kumpel        | (8 046) (15,97%)  |
| 11. Vote-Show   | Tibor           | (11 360) (12,22%) | Katherine    | (46 274) (34,14%) | Indián        | (59 283) (42,90%) |
| 12. Vote-Show   | Anett           | (29 676) (46,22%) | Mailee       | (29 238) (46,07%) | Mercy         | (4 494) (3,40%)   |
| Extra Vote-Show | Anek            | (10 670) (32,22%) | Jenny        | (22 156) (67,78%) | Thomas        | (vertrieben) (0%) |

- Wettbewerber:
  - Pandora
  - Tommyboy
  - Segal
  - Szilvi
  - Frenki
  - Ágica
  - Leo
  - Marcsi
  - Csaba
  - Katka
  - Milo
  - Indián
  - Anett
  - Jenny

|                 | 1.                           | 2.                                   | 3.                                   | 4.                                   | 5.                                   | 6.                                   | 7.                                    | 8.                                    | 9.                                    | 10.                                   | 11.                                   | Finale                                      |
| --------------- | ---------------------------- | ------------------------------------ | ------------------------------------ | ------------------------------------ | ------------------------------------ | ------------------------------------ | ------------------------------------- | ------------------------------------- | ------------------------------------- | ------------------------------------- | ------------------------------------- | ------------------------------------------- |
|                 |                              |                                      |                                      |                                      |                                      |                                      |                                       |                                       |                                       |                                       |                                       |                                             |
| Milo            | Anett                        | Indián                               | Anett                                | Frenki                               | Tommyboy                             | Tommyboy                             | Anett                                 | Anett                                 | Anett                                 | Anett                                 | Leo                                   | Gewinner (verbrachte 150 Tage im Haus)      |
| Leo             | Pandora                      | Pandora                              | Szilvi                               | Indián                               | Indián                               | Frenki                               | Marcsi                                | Marcsi                                | Marcsi                                | Milo                                  | Milo                                  | Zweiter Platz (verbrachte 159 Tage im Haus) |
| Katka           | Segal                        | Pandora                              | Tommyboy                             | Frenki                               | Ágica                                | Csaba                                | Ágica                                 | Ágica                                 | Csaba                                 | Csaba                                 | Csaba                                 | Dritter Platz (verbrachte 151 Tage im Haus) |
| Csaba           | Pandora                      | Pandora                              | Szilvi                               | Jenny                                | Frenki                               | Marcsi                               | Marcsi                                | Marcsi                                | Marcsi                                | Katka                                 | Katka                                 | geräumt (verbrachte 148 Tage im Haus)       |
| Anett           | Csaba                        | Ágica                                | Katka                                | Katka                                | Katka                                | Milo                                 | Milo                                  | Katka                                 | Milo                                  | Milo                                  | geräumt (verbrachte 130 Tage im Haus) | geräumt (verbrachte 130 Tage im Haus)       |
| Marcsi          | Indián                       | Csaba                                | Tommyboy                             | Tommyboy                             | Tommyboy                             | Tommyboy                             | Leo                                   | Leo                                   | Leo                                   | geräumt (verbrachte 135 Tage im Haus) | geräumt (verbrachte 135 Tage im Haus) | geräumt (verbrachte 135 Tage im Haus)       |
| Ágica           | Anett                        | Anett                                | Jenny                                | Jenny                                | Katka                                | Katka                                | Katka                                 | Katka                                 | geräumt (verbrachte 132 Tage im Haus) | geräumt (verbrachte 132 Tage im Haus) | geräumt (verbrachte 132 Tage im Haus) | geräumt (verbrachte 132 Tage im Haus)       |
| Tommyboy        | Segal                        | Szilvi                               | Szilvi                               | Marcsi                               | Frenki                               | Katka                                | Milo                                  | geräumt (verbrachte 121 Tage im Haus) | geräumt (verbrachte 121 Tage im Haus) | geräumt (verbrachte 121 Tage im Haus) | geräumt (verbrachte 121 Tage im Haus) | geräumt (verbrachte 121 Tage im Haus)       |
| Frenki          | Szilvi                       | Tommyboy                             | Leo                                  | Milo                                 | Leo                                  | Tommyboy                             | geräumt (verbrachte 107 Tage im Haus) | geräumt (verbrachte 107 Tage im Haus) | geräumt (verbrachte 107 Tage im Haus) | geräumt (verbrachte 107 Tage im Haus) | geräumt (verbrachte 107 Tage im Haus) | geräumt (verbrachte 107 Tage im Haus)       |
| Indián          | Leo                          | Pandora                              | Marcsi                               | Jenny                                | Leo                                  | geräumt (verbrachte 77 Tage im Haus) | geräumt (verbrachte 77 Tage im Haus)  | geräumt (verbrachte 77 Tage im Haus)  | geräumt (verbrachte 77 Tage im Haus)  | geräumt (verbrachte 77 Tage im Haus)  | geräumt (verbrachte 77 Tage im Haus)  | geräumt (verbrachte 77 Tage im Haus)        |
| Jenny           | Indián                       | Pandora                              | Szilvi                               | Ágica                                | geräumt (verbrachte 58 Tage im Haus) | geräumt (verbrachte 58 Tage im Haus) | geräumt (verbrachte 58 Tage im Haus)  | geräumt (verbrachte 58 Tage im Haus)  | geräumt (verbrachte 58 Tage im Haus)  | geräumt (verbrachte 58 Tage im Haus)  | geräumt (verbrachte 58 Tage im Haus)  | geräumt (verbrachte 58 Tage im Haus)        |
| Szilvi          | Segal                        | Csaba                                | Csaba                                | Geräumt (verbrachte 65 Tage im Haus) | Geräumt (verbrachte 65 Tage im Haus) | Geräumt (verbrachte 65 Tage im Haus) | Geräumt (verbrachte 65 Tage im Haus)  | Geräumt (verbrachte 65 Tage im Haus)  | Geräumt (verbrachte 65 Tage im Haus)  | Geräumt (verbrachte 65 Tage im Haus)  | Geräumt (verbrachte 65 Tage im Haus)  | Geräumt (verbrachte 65 Tage im Haus)        |
| Pandora         | Segal                        | Leo                                  | Geräumt (verbrachte 51 Tage im Haus) | Geräumt (verbrachte 51 Tage im Haus) | Geräumt (verbrachte 51 Tage im Haus) | Geräumt (verbrachte 51 Tage im Haus) | Geräumt (verbrachte 51 Tage im Haus)  | Geräumt (verbrachte 51 Tage im Haus)  | Geräumt (verbrachte 51 Tage im Haus)  | Geräumt (verbrachte 51 Tage im Haus)  | Geräumt (verbrachte 51 Tage im Haus)  | Geräumt (verbrachte 51 Tage im Haus)        |
| Segal           | Szilvi                       | Geräumt (verbrachte 37 Tage im Haus) | Geräumt (verbrachte 37 Tage im Haus) | Geräumt (verbrachte 37 Tage im Haus) | Geräumt (verbrachte 37 Tage im Haus) | Geräumt (verbrachte 37 Tage im Haus) | Geräumt (verbrachte 37 Tage im Haus)  | Geräumt (verbrachte 37 Tage im Haus)  | Geräumt (verbrachte 37 Tage im Haus)  | Geräumt (verbrachte 37 Tage im Haus)  | Geräumt (verbrachte 37 Tage im Haus)  | Geräumt (verbrachte 37 Tage im Haus)        |
|                 |                              |                                      |                                      |                                      |                                      |                                      |                                       |                                       |                                       |                                       |                                       |                                             |
| Ausgewählt      | Katka                        | Indián                               | Szilvi                               | Marcsi                               | Leo                                  | Tommyboy                             | Milo                                  | Katka                                 | Marcsi                                | Milo                                  | Leo                                   | -                                           |
| Herausgefordert | Katka Milo                   | Indián Jenny                         | Csaba Jenny                          | Marcsi Indián                        | Indián Frenki                        | Frenki Katka                         | Tommyboy Anett                        | Ágica Marcsi                          | Anett Csaba                           | Anett Leo                             | Csaba Milo                            | -                                           |
| Duel            | Segal (74775) Katka (174445) | Pandora (51836) Indián (270711)      | Szilvi (47330) Csaba (212067)        | Jenny (72400) Marcsi (84005)         | Leo (206719) Indián (85358)          | Tommyboy (78906) Frenki (56044)      | Milo (59850) Tommyboy (32243)         | Katka (130431) Ágica (109372)         | Marcsi (46492) Anett (72964)          | Milo (88643) Anett (42927)            | Leo (171051) Csaba (165360)           | Katka (213270) Leo (425228) Milo (492069)   |
| Geräumt         | Segal                        | Pandora                              | Szilvi                               | Jenny                                | Indián                               | Frenki                               | Tommyboy                              | Ágica                                 | Marcsi                                | Anett                                 | Csaba                                 | Katka Leo                                   |

## Saison 4
- Beginn: 20. November 2010
- Ende: 8. Mai 2011
- Dauer: 165 Tage
- Wettbewerber:
  - Alekosz
  - Eva
  - Oliver
  - Gigi
  - Béci
  - Zsófi
  - Laszlo
  - Anikó
  - Szandika
  - Leonidasz
  - Gombi
  - Jerzy
  - Zsuzsi
  - Gina
  - Kristóf
  - Ildi

|                 | 1.                                           | 2.                                           | 3.                                           | 4.                                           | 5.                                           | 6.                                           | 7.                                           | 8.                                           | 9.                                           | 10.                                          | Finale                                      |
| Alekosz         | Anikó                                        | Anikó                                        | Zsófi                                        | Gigi                                         | Oliver                                       | Gigi                                         | Béci                                         | Laszlo                                       | Beky                                         | Anikó                                        | Gewinner (verbrachte 165 Tage im Haus)      |
| Jerzy           | Gina                                         | Zsófi                                        | Anikó                                        | Anikó                                        | Gombi                                        | Gombi                                        | Szandika                                     | Eva                                          | Anikó                                        | Eva                                          | Zweiter Platz (verbrachte 152 Tage im Haus) |
| Eva             | Laszlo                                       | Ildi                                         | Gigi                                         | Oliver                                       | Jerzy                                        | Jerzy                                        | Jerzy                                        | Béci                                         | Anikó                                        | Dritter Platz (verbrachte 165 Tage im Haus)  |                                             |
| Anikó           | Alekosz                                      | Jerzy                                        | Jerzy                                        | Gombi                                        | Jerzy                                        | Eva                                          | Gigi                                         | Jerzy                                        | Alekosz                                      | Geräumt (verbrachte 154 Tage im Haus)        |                                             |
| Béci            | Ildi                                         | Eva                                          | Alekosz                                      | Anikó                                        | Gombi                                        | Szandika                                     | Eva                                          | Alekosz                                      | Geräumt (verbrachte 144 Tage im Haus)        | Geräumt (verbrachte 144 Tage im Haus)        |                                             |
| Laszlo          | Oliver                                       | Eva                                          | Alekos                                       | Oliver                                       | Gombi                                        | Szandika                                     | Alekosz                                      | Aufgegeben (verbrachte 133 Tage im Haus)     | Aufgegeben (verbrachte 133 Tage im Haus)     | Aufgegeben (verbrachte 133 Tage im Haus)     |                                             |
| Gigi            | Ildi                                         | Eva                                          | Alekos                                       | Anikó                                        | Gombi                                        | Anikó                                        | Eva                                          | Geräumt (verbrachte 130 Tage im Haus)        | Geräumt (verbrachte 130 Tage im Haus)        | Geräumt (verbrachte 130 Tage im Haus)        |                                             |
| Szandika        | Ildi                                         | Ildi                                         | Gigi                                         | Oliver                                       | Gombi                                        | Gigi                                         | Geräumt (verbrachte 102 Tage im Haus)        | Geräumt (verbrachte 102 Tage im Haus)        | Geräumt (verbrachte 102 Tage im Haus)        | Geräumt (verbrachte 102 Tage im Haus)        |                                             |
| Gombi           | Jerzy                                        | Jerzy                                        | Jerzy                                        | Jerzy                                        | Alekos                                       | Geräumt (verbrachte 82 Tage im Haus)         | Geräumt (verbrachte 82 Tage im Haus)         | Geräumt (verbrachte 82 Tage im Haus)         | Geräumt (verbrachte 82 Tage im Haus)         | Geräumt (verbrachte 82 Tage im Haus)         |                                             |
| Oliver          | Zsófi                                        | Ildi                                         | Laszlo                                       | Béci                                         | Geräumt (verbrachte 80 Tage im Haus)         | Geräumt (verbrachte 80 Tage im Haus)         | Geräumt (verbrachte 80 Tage im Haus)         | Geräumt (verbrachte 80 Tage im Haus)         | Geräumt (verbrachte 80 Tage im Haus)         | Geräumt (verbrachte 80 Tage im Haus)         |                                             |
| Zsófi           | Oliver                                       | Alekos                                       | Alekos                                       | Geräumt (verbrachtet 65 Tage im Haus)        | Geräumt (verbrachtet 65 Tage im Haus)        | Geräumt (verbrachtet 65 Tage im Haus)        | Geräumt (verbrachtet 65 Tage im Haus)        | Geräumt (verbrachtet 65 Tage im Haus)        | Geräumt (verbrachtet 65 Tage im Haus)        | Geräumt (verbrachtet 65 Tage im Haus)        |                                             |
| Ildi            | Szandika                                     | Gombi                                        | Geräumt (verbrachte 23 Tage im Haus)         | Geräumt (verbrachte 23 Tage im Haus)         | Geräumt (verbrachte 23 Tage im Haus)         | Geräumt (verbrachte 23 Tage im Haus)         | Geräumt (verbrachte 23 Tage im Haus)         | Geräumt (verbrachte 23 Tage im Haus)         | Geräumt (verbrachte 23 Tage im Haus)         | Geräumt (verbrachte 23 Tage im Haus)         |                                             |
| Gina            | Oliver                                       | Aufgegeben (verbrachte 23 Tage im Haus)      | Aufgegeben (verbrachte 23 Tage im Haus)      | Aufgegeben (verbrachte 23 Tage im Haus)      | Aufgegeben (verbrachte 23 Tage im Haus)      | Aufgegeben (verbrachte 23 Tage im Haus)      | Aufgegeben (verbrachte 23 Tage im Haus)      | Aufgegeben (verbrachte 23 Tage im Haus)      | Aufgegeben (verbrachte 23 Tage im Haus)      | Aufgegeben (verbrachte 23 Tage im Haus)      |                                             |
| Kristóf         | Oliver                                       | Geräumt (verbrachte 21 Tage im Haus)         | Geräumt (verbrachte 21 Tage im Haus)         | Geräumt (verbrachte 21 Tage im Haus)         | Geräumt (verbrachte 21 Tage im Haus)         | Geräumt (verbrachte 21 Tage im Haus)         | Geräumt (verbrachte 21 Tage im Haus)         | Geräumt (verbrachte 21 Tage im Haus)         | Geräumt (verbrachte 21 Tage im Haus)         | Geräumt (verbrachte 21 Tage im Haus)         |                                             |
| Leonidasz       | Geräumt (verbrachte 19 Tage im Haus)         | Geräumt (verbrachte 19 Tage im Haus)         | Geräumt (verbrachte 19 Tage im Haus)         | Geräumt (verbrachte 19 Tage im Haus)         | Geräumt (verbrachte 19 Tage im Haus)         | Geräumt (verbrachte 19 Tage im Haus)         | Geräumt (verbrachte 19 Tage im Haus)         | Geräumt (verbrachte 19 Tage im Haus)         | Geräumt (verbrachte 19 Tage im Haus)         | Geräumt (verbrachte 19 Tage im Haus)         |                                             |
| Zsuzsi          | Disqualifiziert (verbrachte 12 Tage im Haus) | Disqualifiziert (verbrachte 12 Tage im Haus) | Disqualifiziert (verbrachte 12 Tage im Haus) | Disqualifiziert (verbrachte 12 Tage im Haus) | Disqualifiziert (verbrachte 12 Tage im Haus) | Disqualifiziert (verbrachte 12 Tage im Haus) | Disqualifiziert (verbrachte 12 Tage im Haus) | Disqualifiziert (verbrachte 12 Tage im Haus) | Disqualifiziert (verbrachte 12 Tage im Haus) | Disqualifiziert (verbrachte 12 Tage im Haus) |                                             |
|                 |                                              |                                              |                                              |                                              |                                              |                                              |                                              |                                              |                                              |                                              |                                             |
| Ausgewählt      | Oliver                                       | Ildi                                         | Alekosz                                      | Oliver                                       | Gombi                                        | Szandika                                     | Eva                                          | Béci                                         | Anikó                                        | –                                            |                                             |
| Herausgefordert | Kristóf                                      | Eva                                          | Zsófi                                        | Béci                                         | Alekos                                       | Béci                                         | Gigi                                         | Jerzy                                        | Eva                                          | –                                            |                                             |
| Duel            | Eva (72%) Leonidasz (28%)                    | Oliver (54%) Kristóf (46%)                   | Ildi (38%) Eva (62%)                         | Alekosz (71%) Zsófi (29%)                    | Oliver (39%) Béci (61%)                      | Gombi (29%) Alekosz (71%)                    | Szandika (40%) Béci (60%)                    | Eva (51%) Gigi (49%)                         | Béci (46%) Jerzy (54%)                       | Anikó (49%) Eva (51%)                        | Eva (22%) Jerzy (44%) Alekosz (56%)         |
| Geräumt         | Leonidasz                                    | Kristóf                                      | Ildi                                         | Zsófi                                        | Oliver                                       | Gombi                                        | Szandika                                     | Gigi                                         | Béci                                         | Anikó                                        | Eva Jerzy                                   |